# Presqu'île de la Caravelle
Presqu'île de la Caravelle – półwysep we wschodniej części Martyniki na Karaibach, wysunięty na około 10 km w głąb Oceanu Atlantyckiego. Poszarpana linia brzegowa po południowej stronie półwyspu tworzy dwie zatoki: Baie du Galion i Baie du Trésor. Po północnej stronie ciągną się piaszczyste plaże, m.in. Plage de Tartane i Anse l’Étang. Na wybrzeżach leżą małe wioski rybackie. Największą miejscowością na półwyspie jest Tartane, gdzie działa kilka miejsc noclegowych dla turystów.
Większa część półwyspu porośnięta jest bujną tropikalną roślinnością, duży obszar zajmują również plantacje trzciny cukrowej. Na wschodnim krańcu Presqu'île de la Caravelle znajdują się ruiny XVIII-wiecznej posiadłości Château Dubuc, gdzie otwarto niewielkie muzeum.